# Арпиньи, Анри Жозеф
Анри́ Жозе́ф Арпиньи́ (фр. Henri Joseph Harpignies; 28 июня 1819, Валансьен — 28 августа 1916, Сен-Приве, департамент Йонна) — французский живописец, акварелист и гравёр барбизонской школы.

## Биография
Анри и Адель, родители Анри Жозефа Арпиньи, прочили сыну коммерческую карьеру, но его решимость стать художником побудила их в 1846 году разрешить ему поступить в парижскую студию Жана Алексиса Ашара.
После двух лет обучения Арпиньи отправился в путешествие по Италии, в 1850-е годы сблизился с Камилем Коро, вместе с которым в 1860 году отправился в Италию во второй раз. В 1861 году Арпиньи ожидал первый крупный успех в Парижском салоне, участником которого он регулярно был и в дальнейшем.
Арпиньи считается одним из ведущих французских акварелистов своего времени. Его основные произведения — пейзажная живопись, изображения детей, портреты. За свою долгую творческую жизнь Анри Арпиньи написал большое количество этюдов и картин в Эриссоне в Бурбонне, а также в Ниверне и Оверни. Он создал декоративные произведения для Парижской оперы, в том числе панно Валь д’Эгри, которое он выставил в салоне 1870 года. Он был другом Леона Бонна, который в 1889 году дважды писал его портрет.
В 1895 году он участвовал в создании витражей замка Трус-Барьер в Бриаре. В конце жизни он почти ослеп. Скончался в Сен-Приве (департамент Йонна, похоронен на городском кладбище.
У него было множество учеников, среди них Эмиль Аппей, Жанна Ронжье, Жанна Ле Судье, Луи-Александр Каби, Пьер Виньяль, Раймон Верден и Эмиль Дардоз.

## Галерея
- Мельничный ручей. 1900. Холст, масло. Музей Хэггин, Стоктон, США
- Пейзаж с двумя фигурами. Ок. 1880. Музей Бойманса-ван Бёнингена, Роттердам
- Бурбоннский луг утром. 1876. Холст, масло. Бруклинский музей, Нью-Йорк
- Пейзаж Денена. 1876. Холст, масло. Музей Орсе, Париж
- Окрестности Ментона, Ле Рояль
- Дубы. 1905. Холст, масло. Музей изящных искусств, Гавана, куба
- Река Ауманс в окрестностях Эриссона. Ок. 1870. Холст, масло. Национальный музей Сербии, Белград
- Железнодорожный мост в Бриаре. 1888. Холст, масло. Музей искусств Филбрук. Талса, Оклахома, США